# Страутман, Георгий Иванович
Гео́ргий Ива́нович Стра́утман (21 марта 1939, Ленинград — 29 января 2007) — российский тромбонист, дирижёр, композитор и музыкальный педагог; солист и дирижёр Мариинского театра.
Заслуженный артист Российской Федерации (2001).

## Биография
В 1961 году Георгий Страутман окончил Ленинградскую консерваторию по классу Акима Козлова. С 1961 года он играл в сценическом оркестре театра оперы и балета имени С. М. Кирова, в 1969 году стал солистом-регулятором симфонического оркестра театра. С 1989 года Страутман стал дирижёром сценического оркестра Кировского театра.
С 1959 года он преподавал в различных музыкальных школах и училищах Ленинграда, включая ССМШ при Ленинградской консерватории. Среди учеников Георгия Страутмана народный артист России Анатолий Скобелев, солист Большого театра заслуженный артист России Александр Морозов, солист Российского национального оркестра Вячеслав Пачкаев, солисты Мариинского театра заслуженный артист России Андрей Смирнов заслуженный артист России Николай Слепнёв, Михаил Селиверстов и Алексей Репников. В 2001 году Страутману было присвоено звание заслуженный артист Российской Федерации.
Похоронен на Смоленском православном кладбище Санкт-Петербурга.